# Scala Sancta
Scala Sancta (tiếng Anh: Holy Stairs, tiếng Ý: Scala Santa) là cầu thang cẩm thạch trắng 28 bậc thánh tích Công giáo La Mã nằm trong một tòa nhà trên tài sản ngoài ranh giới của Tòa thánh trong Rome, Ý gần với Archbasilica Thánh John ở Laterano. Chính thức, tòa nhà có tiêu đề Thánh địa của các bậc thang thánh (Pontificio Santuario della Scala Santa). Cầu thang Thánh, mà từ lâu đã được bọc trong một khung bảo vệ các bậc thang bằng gỗ, nằm trong một tòa nhà kết hợp với một phần của Papal cũ Cung điện Lateran. Cầu thang Thánh dẫn đến Nhà thờ St. Lawrence trong Palatio ad Sancta Sanctorum (Chiesa di San Lorenzo trong Palatio ad Sancta Sanctorum) hoặc đơn giản là "Sancta Sanctorum", đó là nhà nguyện cá nhân của các Giáo hoàng đầu tiên.

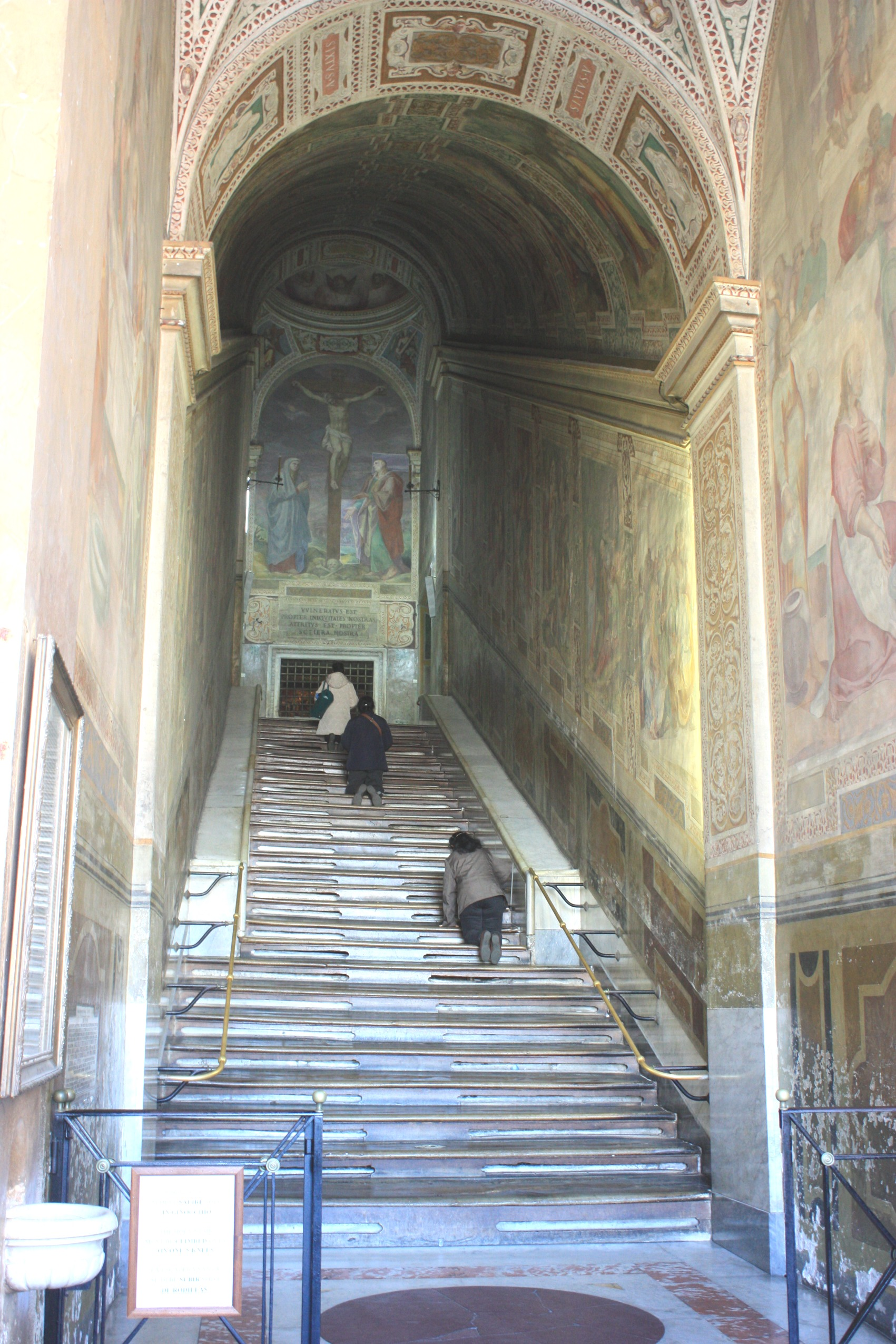
Scala Sancta

Cầu thang hiện đang đóng cửa và không thể tiếp cận với du khách. Bản sao cầu thang bên sườn cầu thang ban đầu cho tổng số 5 cầu thang, và một trong số đó có thể truy cập được để khách hành hương leo bằng đầu gối của họ.
Theo truyền thống Công giáo La Mã, Cầu thang Thánh là những bước dẫn đến Praetorium của Pontius Pilate trong Jerusalem mà Giê-su bước lên đến phiên tòa trong thời gian Cuộc thương khó của Giêsu. Cầu thang được đưa đến Rome bởi St. Helena vào thế kỷ thứ tư. Trong nhiều thế kỷ, Scala Sancta đã thu hút những người hành hương Kitô giáo muốn tôn vinh Cuộc Khổ Nạn của Giêsu Kitô.

## Lịch sử
Theo truyền thống Công giáo La Mã, Cầu thang Thánh là những bước dẫn đến Praetorium của Pontius Pilate trong Jerusalem mà Giê-su bước lên đến phiên tòa trong thời gian Cuộc thương khó của Giêsu.
Truyền thuyết thời trung cổ cho rằng St. Helena, mẹ của Hoàng đế Constantine Đại đế, đã đưa Cầu thang Thánh từ Jerusalem đến Rome vào khoảng năm 326 sau Công nguyên. Vào thời Trung cổ, chúng được gọi là "Scala Pilati" ("Cầu thang của Philatô"). Từ những kế hoạch cũ, có vẻ như họ đã dẫn đến một hành lang của Cung điện Lateran, gần Nhà nguyện của St. Sylvester, và được bao phủ bởi một mái nhà đặc biệt. Năm 1589, Giáo hoàng Sixtus V đã có Giáo hoàng Cung điện Lateran, sau đó trong đống đổ nát, bị phá hủy để nhường chỗ cho việc xây dựng một ngôi nhà mới. Ông ra lệnh cho các Cầu thang Thánh được xây dựng lại ở vị trí hiện tại của họ, trước khi Hội thánh Sancta (Holy of Holies), được đặt tên cho nhiều di tích quý giá được bảo tồn ở đó. Nhà nguyện cũng có một biểu tượng của Christ Pantocrator, được gọi là "Uronica", được cho là bắt đầu bởi Saint Luke và kết thúc bởi một thiên thần. Biểu tượng nổi tiếng này của Santissimi Salvatore Acheiropoieton ("không được thực hiện bởi bàn tay con người"), trong một số trường hợp, được sử dụng để được mang qua Rome trong đám rước.

## Trang trí

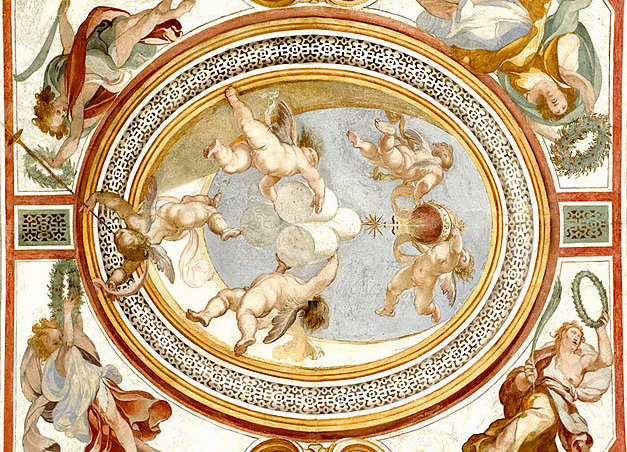
Một fresco tại Scala Santa

Scala Sanctađược bọc trong gỗ bảo vệ và chỉ có thể leo lên bằng đầu gối. Để sử dụng chung, cầu thang được bao quanh bởi bốn cầu thang bổ sung, hai cầu thang mỗi bên, được xây dựng vào khoảng năm 1589.
Trang trí của Scala Santa là một trong những cải tạo lớn của triều đại giáo hoàng Giáo hoàng Sixtus V, chỉ huy bởi Cesare Nebbia và Giovanni Guerra and occupying a crew of artists to decorate frescoes including Giovanni Baglione, Giacomo Stella, Giovanni Battista Pozzo, Paris Nogari, Prospero Orsi, Ferraù Fenzoni, Paul Bril, Paulo Guidotti, Giovanni Battista Ricci, Cesare Torelli, Antonio Vivarini, Andrea Lilio, Cesare and Vincenzo Conti, Baldassare Croce, Ventura Salimbeni, và Antonio Scalvati. Vô số bản vẽ sơ bộ của Nebbia cho những bức bích họa này vẫn còn tồn tại, mặc dù người ta không biết chắc chắn ai đã vẽ từng bức bích họa.
Một sự phục hồi lớn đã được hoàn thành vào năm 2007 và được tài trợ phần lớn bởi Getty Foundation.

## Scala Sancta trong Giáo hội Công giáo
Leo lên các bậc thang thánh trên đầu gối của một người là một sự cống hiến rất nhiều ủng hộ với khách hành hương và tín hữu. Một số giáo hoàng đã thực hiện sự sùng kính. Tại một thời điểm, trong Nhà thờ Công giáo La Mã, một ân xá toàn thể đã bị thừa nhận vì leo lên cầu thang bằng đầu gối. Giáo hoàng Piô VII vào ngày 2 tháng 9 năm 1817, cấp cho những người lên Cầu thang theo cách quy định nuông chiều trong chín năm cho mỗi bước. Cuối cùng, Giáo hoàng Piô X, vào ngày 26 tháng 2 năm 1908, đã thừa nhận một ân xá toàn thể thường xuyên như khi Cầu thang được tôn sùng sau khi xưng tội và rước lễ. Là một phần của các nghi lễ khai mạc Năm Thánh vào năm 1933, Hồng y Francesco Marchetti Selvaggiani, Vicar của Rome, đã dẫn đầu một đám đông hàng trăm người bước lên bằng đầu gối.